# José Francisco Correia da Serra
José Francisco Correia da Serra, FRS (Serpa, 6 de junho de 1751 – Caldas da Rainha, 11 de setembro de 1823), em 1775 ordenado presbítero, foi um cientista, diplomata, filósofo e polímata português. Investigou designadamente nas áreas da botânica e geologia. O género botânico Correa recebeu o seu nome. Tem uma biblioteca com o seu nome em Serpa.
Foi, com o Duque de Lafões, fundador da Academia Real das Ciências de Lisboa, efectivada com o aval de D.ª Maria I a 24 de dezembro de 1779 e inaugurada já em 1780.
De grande prestígio intelectual, conviveu com os grandes cientistas da sua época. Publicou valiosos trabalhos nas mais conceituadas revistas. Tinha também uma grande convivência com o presidente americano da altura Thomas Jefferson, que lhe terá chamado «o homem mais erudito que jamais conheci» (segundo Kenneth Maxwell na sua obra Naked Tropics – Essays On Empire And Other Rogues).
Foi eleito membro da Royal Society em 1796.

## Juventude
Filho do Dr. Luís Dias Correia, médico formado na Universidade de Coimbra, e de D. Francisca Paula Luísa de Leon, José Francisco Correia da Serra, com apenas 6 anos, muda-se com a família para Nápoles, a fim de escapar do acosso da Inquisição.
Uma vez em Itália, terá estudado sob a orientação do mestre português Luís António Verney, dentro dos mesmos trâmites iluministas plasmados na sua obra, «O Verdadeiro Método de Estudar», assim como da do filósofo italiano Abade Antonio Genovesi.
Na década de 70 do séc. XVIII, José Francisco Correia da Serra translada-se de Nápoles para Roma, a fim de completar a sua educação. É em Roma que se licencia em direito canónico e em que abraça a vida religiosa, tornando-se presbítero.
É ainda em Roma que trava amizade com D. João de Bragança, Duque de Lafões, o qual conhecera o pai de José Francisco Correia da Serra, na sua juventude, quando ambos frequentaram a Universidade de Coimbra.
Em 1778, José Francisco Correia da Serra, ora abade Correia da Serra, regressa a Portugal, sob o patrocínio do Duque de Lafões. Um ano mais tarde, juntamente com o Duque, viriam a fundar a Academia das Ciências de Lisboa.

## Vida adulta
Mercê de intrigas, fomentadas pela Inquisição e pelo intendente-geral da polícia, Pina Manique, o Abade Correia da Serra ver-se-á obrigado a abandonar o país em 1786, só regressando à corte lisboeta em 1790. Vai depois permanecer durante 6 anos à cabeça da secretaria da Academia das Ciências de Lisboa. Em 1790, Correia da Serra organiza e custea um itinerário europeu de estudos para três jovens membros da Academia, dentre os quais se contavam os brasileiros Manuel Ferreira da Câmara e José Bonifácio de Andrade e Silva, os quais, anos mais tarde, inspirados pelas ideias iluministas com que contactaram pela Europa, viriam a desempenhar um relevante papel na independência do Brasil.
Com efeito, José Bonifácio, muitos anos mais tarde, viria a substituir o Abade Correia da Serra como secretário da Academia das Ciências de Lisboa.
Em março de 1795, à custa da sua apologia pela causa jacobinista em França, Correia da Serra vê-se confrontado com o sentimento reacionário, que se fazia sentir em Portugal, o que o impele, mais uma vez, a abandonar o país. Parte então para o Reino Unido, onde permanece durante alguns anos, tendo ingressado na Royal Society e na Sociedade Linneana de Londres.
Com efeito, é também importante salientar que, nesta viagem para Inglaterra, Correia da Serra foi acompanhado pelo girondino e cientista francês, Pierre Marie Auguste Broussonet. O qual estivera homiziado nos aposentos da Academia de Ciências de Lisboa, por ser procurado em França. À custa desta façanha, Correia da Serra esteve durante alguns anos desavindo, com o antigo patrono e amigo, o Duque de Lafões.
Uma vez em Inglaterra, vai participar numa expedição botânica, com o presidente da Royal Society, Sir Joseph Banks, à costa de Licolnshire.
Em 1801, dá-se um ponto de viragem na política portuguesa e Rodrigo de Sousa Coutinho, neto do Marquês de Pombal, torna-se secretário de estado dos negócios estrangeiros da coroa portuguesa, nomeando Correia da Serra como secretário da embaixada portuguesa em Londres. Devido a divergências de opiniões políticas, Correia da Serra desentende-se com o embaixador português em Londres e vê-se obrigado a mudar-se para Paris. Permanecerá em Paris até 1811, sendo que durante esses dez anos terá feito amizade e colaborado com os enciclopedistas franceses, com destaque para Antoine Laurent de Jussieu, Alexander von Humboldt e Georges Cuvier. Com efeito, o próprio Diderot terá encomendado a Correia da Serra a redacção do artigo a respeito do terramoto de Lisboa, embora o mesmo não tenha sido concluído a tempo de constar da primeira edição da enciclopédia.
Durante este período, apaixonou-se pela francesa Esther Delavigne, de quem teve um filho, Eduardo José, em 1803.
Na pendência da terceira invasão napoleónica a Portugal, em 1811, Correia da Serra, conhecido pelas suas inclinações jacobinas, terá sido instado por Napoleão para redigir um documento em que justificava e apoiava a invasão. Ao recusar, Correia da Serra, mais uma vez, viu-se obrigado a exilar-se por motivos políticos, desta vez, partindo rumo a Norfolk, no estado americano da Virgínia. Em 1812, apresenta-se em Washington, com inúmeras cartas de recomendação, escritas por luminares franceses, com ascendentes sobre a política americana, dentre os quais se conta André Thouin e o Marquês de Lafaiete. Porém, é em Filadélfia que se vai fixar, tornando-se ádito da American Philosophical Society.
Graças à forte amizade e à mútua admiração mantida entre o Abade Correia da Serra e Thomas Jefferson, tornou-se uma visita habitual em Monticello, a residência palaciana da família Jefferson.
Em janeiro de 1816 foi nomeado primeiro-ministro plenipotenciário do Reino Unido de Portugal e do Brasil nos Estados Unidos.
Em 1820 voltou a Portugal, onde foi membro de um conselho financeiro e, em 1822, foi eleito, por Évora, para ser deputado nas Cortes (Parlamento), pese embora tenha falecido no ano seguinte, no dia 11 de setembro.

## Importância para Portugal
O abade Correia da Serra foi dos primeiros cientistas portugueses a introduzir em Portugal o prestígio necessário para que o aumento da actividade científica dentro do país se acentuasse.
Correia da Serra fez inúmeras investigações no ramo da Botânica e da Paleontologia, tendo na sua bibliografia publicações prestigiadas para a sua época, tais como Philosophical Transactions, da Royal Society, sociedade da qual era membro. O método de anatomia comparada (aplicando termos de classificação da Zoologia para a Botânica) que Abade Serra adoptou, permitiu que este agrupasse plantas em famílias (logo foi uma das personagens que introduziu a sistemática nas plantas), trabalho que foi aprofundado mais tarde por Augustin Pyrame de Candolle. Para além disso, Correia da Serra participou num dos mais relevantes estudos da época, com os seus trabalhos no ramo da Carpologia e da fisiologia vegetal, auxiliando no conhecimento das características funcionais e estruturais das plantas, e logo na sua classificação.
Não desvalorizando os seus trabalhos nas áreas da Botânica, Zoologia e Geologia, o seu principal contributo para a Biologia (e todas as áreas científicas) em Portugal foi a fundação da Academia das Ciências de Lisboa, em conjunto com João Carlos de Bragança (2.º Duque de Lafões).
O Abade Correia da Serra ocupou o cargo de Secretário da Academia e, aplicando todo o conhecimento que possuía do exterior, auxiliou o país a desenvolver a investigação científica. Sem a sua intervenção, Portugal teria ficado um passo atrás da Europa no que diz respeito ao estímulo da mentalidade científica e à investigação científica por si própria.
Era ainda membro da Academia Real das Ciências da Suécia.

## Contribuições na geologia e paleontologia
Embora mais conhecido como botânico, Correia da Serra contribuiu para a geologia e paleontologia. Enquanto estudava em Itália, apontou no seu diário (10 de abril de 1774) as observações de fósseis em Corneto (Tarquínia). A sua contribuição para a paleontologia em Portugal é residual, mas no manuscrito de 1784 sobre o “theatro” físico do Alentejo com a descrição dos solos e notas sobre a ocorrência ou não de fósseis, e que estes são indícios dos “antigos sucessos e revoluções da natureza”. Já em Inglaterra, Correia da Serra visitou a costa de Sutton-on-sea, em Lincolnshire, a 19 de setembro de 1796 com o famoso botânico Joseph Banks, fazendo observações sobre a existência de uma floresta holocénica fóssil na zona intertidal que reportou no artigo "On a Submarine Forest on the east Coast of England" publicado nas Philosophical Transactions of the Royal Society of London (1799). Neste artigo tenta explicar a existência dos fósseis de plantas (Ilex aquifolium, “Arundo phragmites” entre outras) abaixo do nível do mar, mostrando que estavam in situ e que não foram transportadas para aquele local. Recorre, ainda, à subsidência geológica para explicar a descida que aqueles estratos que formarem-se em topografias mais elevadas e favoráveis a florestas, estão agora abaixo do nível do mar. Estas observações e conclusões são acertadas, tendo em conta que a tectónica estava, então, nos seus primórdios. Igualmente de salientar é o estudo que publicou nas Transactions of the American Philosophical Society, em 1818, sobre as formações e solos do Kentucky, no qual menciona a existência de fósseis de conchas calcárias (p.176) e de vegetais que se transformaram em carvão (p.178). Relaciona estes dados com a fertilidade dos solos daquela região que considera o último dos depósitos de um mar interior em recuo. Ao seu pupilo Francis Walker Gilmer (1790-1826), Correia da Serra reconhece “I find that the study of fossil remains of plants is now become fashionable; discoveries will no doubt be made in this new career” (carta assinada em Philadelphia aos 6 de agosto de 1819). Correia da Serra é dos primeiros portugueses a usar o termo fósseis em detrimento de petrificações, à data mais em voga.

## Carreira diplomática
Em 1801, foi nomeado secretário da embaixada portuguesa em Londres, mas uma discussão com o embaixador fê-lo passar para Paris (1802). Permaneceu em Paris durante onze anos.
Em 1813, deixou a Europa e partiu para Nova Iorque. As suas viagens levaram-no várias vezes a Monticello, casa do antigo presidente dos Estados Unidos Thomas Jefferson, onde as suas ideias e posições políticas tiveram grande acolhimento. Com efeito, teria teorizado, juntamente com Jefferson, a criação de um chamado «sistema americano», uma espécie de aliança de interesses entre os Estados Unidos e o Brasil, sendo certo que essa proposta não colheu a mesma aceitação, por parte de outros políticos americanos, como John Adams, que a repudiou abertamente.
Em 31 de Janeiro de 1816, foi nomeado como ministro plenipotenciário de Portugal (embaixador) em Washington, D.C., residindo em Filadélfia.

## Indiscrições românticas
Além da sua relação ilícita com Esther Delavigne, à qual, enquanto presbítero, estava proibido, o Abade Correia da Serra terá tido várias indiscrições românticas ao longo da vida. Com efeito, algumas terão inclusive chegado a constar do «Livro dos Nefandos» da Inquisição de Lisboa. Nesse registo, aparece acusado de quatro práticas de sodomia com uma mulher chamada Faustina, da praça das Flores, a qual, de acordo com o historiador David Higgs, se tratará provavelmente de uma prostituta.
Correia da Serra encontrava-se, ainda, no mesmo registo inquisitorial, indiciado por cinco a seis ocorrências, que teriam decorrido entre 1792 e 1793, da prática de "actos imorais" com rapazes. Com efeito, David Higgs menciona estes episódios como plausíveis exemplos de cripto-homossexualidade, na Lisboa do séc. XVIII.

## Obras
- Collecção de livros ineditos de historia portugueza, dos reinados de D. João I, D. Duarte, D. Affonso V e D. João II, publicados de ordem da Academia Real das Sciencias de Lisboa (compilação). Lisboa: na Ofic. da Academia Real das Sciencias, 1790-1824. 5 tomos.[19]
- Collecção de livros ineditos da historia portuguesa dos reinados de D. Affonso V, a D. João II.... Lisboa : Academia Real das Sciencias, 1790-1793, 3 tomos.[20]
- Itinerários histórico-naturais. Porto: Porto Editora, 2003. Coleção Ciência e Iluminismo, 1. Introdução e coordenação da edição de Ana Carneiro, Ana Simões e Maria Paula Diogo. Prefácio de José V. de Pina Martins. ISBN 972-0-34262-5[21]
- Investigações botânicas. Porto: Porto Editora, 2003. Coleção Ciência e Iluminismo, 3. Introdução e coordenação da edição de Ana Carneiro, Ana Simões e Maria Paula Diogo. ISBN 972-0-34263-3[22]